# High and Low Trewhitt
High and Low Trewhitt var en civil parish 1866–1955 när det uppgick i Netherton, i grevskapet Northumberland i England. Civil parish var belägen 27 km från Morpeth och hade 80 invånare år 1951. Det inkluderade High Trewhitt.